# Viola allochroa
Viola allochroa är en violväxtart som beskrevs av Viktor Petrovitj Botjantsev. Viola allochroa ingår i släktet violer, och familjen violväxter. Inga underarter finns listade i Catalogue of Life.